# Парцеле-Рембкув
Парцеле-Рембкув (пол. Parcele Rębków) — село в Польщі, у гміні Гарволін Ґарволінського повіту Мазовецького воєводства.
Населення — 238 осіб (2011).

## Демографія
Демографічна структура станом на 31 березня 2011 року:
|          | Загалом | Допрацездатний вік | Працездатний вік | Постпрацездатний вік |
| -------- | ------- | ------------------ | ---------------- | -------------------- |
| Чоловіки | 116     | 29                 | 70               | 17                   |
| Жінки    | 122     | 26                 | 67               | 29                   |
| Разом    | 238     | 55                 | 137              | 46                   |